# Lienardia vultuosa
Lienardia vultuosa é uma espécie de gastrópode do gênero Lienardia, pertencente a família Clathurellidae.